# Acid jazz
Az acid jazz egy könnyűzenei stílus, ami a jazz, a funk és a hiphop elemeit ötvözi. Jellemzője a loopolt (ismétlődő, repetitív) alap. Az Egyesült Királyságban alakult ki a nyolcvanas és kilencvenes évek fordulópontján, a jazz-funk és az elektronikus tánczene házasságából. Az acid jazz atyjainak olyan jazz-funk zenészeket tartanak, mint Roy Ayers, Donald Byrd és Grant Green. Az acid jazz emellett csekélyebb soul, house, acid rock és diszkó hatásokkal is bír.
Bár az acid jazz műfaján belül számos elektronikus kompozíció is szerepel (néha samplerezéssel vagy DJ-vel), legtöbbször azért élő zenészek játsszák ezt a stílust. Olyan zenekarok, mint a Jamiroquai, a The Brand New Heavies, a Los Amigos Invicibles és az Incognito gyakran használnak jazzes harmóniameneteket számaikban.
Az acid jazz "mozgalom" ezen felül ráirányította a figyelmet a jazz-funkra, a fúziós jazzre és a soul jazzre olyan DJ-k segítségével, mint Norman Jay, Gilles Peterson vagy Patrick Forge. Az ilyen DJ-ket "rare groove sírásóknak" vagy "Cataroos"-nak is nevezik.

## Legfontosabb előadók
| - Anomalous Quintet - The Brand New Heavies - Brooklyn Funk Essentials - Corduroy - Count Basic - D*Note | - Digable Planets - DJ Krush - Erik Truffaz - Erykah Badu - Funki Porcini - Galliano - Gilles Peterson | - Groove Collective - Incognito - James Taylor Quartet - Jamiroquai - Jazzanova - Liquid Soul - Ronny Jordan | - Stereo MC’s - St. Germain - Thievery Corporation - United Future Organization - Urban Species - US3 - Young Disciples |

## Egyéb fontos előadók
| - Azymuth - The Asteroid's Galaxy Tour - Bernard "Pretty" Purdie - Bird - Blazzaj - Blue Six - Bonobo - The Cat Empire - Clazziquai - Directions In Groove - DJ Cam - DJ Greyboy - Dodge City Productions - Down to the Bone - Dreamlin - Drizabone - D'Sound - DZihan & Kamien - Fat Freddy's Drop - Five Point Plan - Freak Power | - Four 80 East - Greyboy Allstars - Groove Squared - Gota Yashiki - Heavyshift - Herbert - Herbie Mann - Jaga Jazzist - Jazzhole - Jazztronik - Koop - Kruder & Dorfmeister - Kyoto Jazz Massive - Liquid Soul - Los Amigos Invisibles - Marius Kahan - Mark Farina | - Medeski, Martin, and Wood - Melvin Sparks - Mojack - Moloko - Moodymann - Mondo Grosso - Monday Michiru - Mr. Scruff - Muki - Noel McKoy - Nicola Conte - Nujabes - Omar Lye-Fook - OutKast - Paolo Achenza Trio - Paul Moran - Phil Davis - Praful - Reuben Wilson | - rad. - Rae Davis - RJD2 - Paul "Shilts" Weimar - Skalpel - Smoke City - Snowboy - Soulive - Swing Out Sister - S-Tone Inc. - The Cinematic Orchestra - Wax Tailor - Xploding Plastix - Young Disciples - Elektrotwist |

## Fordítás
Ez a szócikk részben vagy egészben  az   Acid jazz című angol Wikipédia-szócikk fordításán alapul.  Az eredeti cikk szerkesztőit annak laptörténete sorolja fel. Ez a jelzés csupán a megfogalmazás eredetét és a szerzői jogokat jelzi, nem szolgál a cikkben szereplő információk forrásmegjelöléseként.